# Caprimulgus nubicus
Caprimulgus nubicus là một loài chim trong họ Caprimulgidae.